# Herbert Rosenberg
Herbert Rosenberg (geboren 13. Oktober 1904 in Frankfurt am Main; gestorben 29. Juni 1984 in Kopenhagen) war ein deutsch-dänischer Musikwissenschaftler. 

## Leben
Herbert Rosenberg studierte Musikwissenschaften, Philosophie, Kunstgeschichte bei Curt Sachs, Erich von Hornbostel, Arnold Schering und Johannes Wolf in Berlin. 1927 bis 1929 war er Assistent bei der Staatlichen Kommission für das Deutsche Volksliederbuch, Berlin. 1931 wurde er an der Berliner Friedrich-Wilhelms-Universität promoviert. Von 1932 bis 1935 war er Lehrer am Klindworth-Scharwenka-Konservatorium in Berlin.
Rosenberg emigrierte 1935 nach Dänemark und arbeitete ab 1937 als Lehrer für Klavier und Dirigieren an der Kopenhagener Musikhochschule. Nach der deutschen Besetzung Dänemarks 1940 wurde er 1943 vor der Deportation nach Schweden gerettet. In Stockholm fand er Arbeit als Leiter einer privaten Musikschule. Rosenberg kehrte 1946 nach Dänemark zurück und lehrte wieder am Konservatorium. Er war Berater der Skandinavisk Grammophon. Von 1964 bis 1973 arbeitete er als Kurator an der Nationaldiskoteket. Ab 1966 nahm er einen Lehrauftrag an der Musikhochschule Malmö wahr. 
Rosenberg forschte zur Musikgeschichte des Mittelalters, zur Folklore und zur Chorliteratur. 1976 wurde er Ehrendoktor der schwedischen Universität Lund.
Rosenberg war zwischen 1930 und 1940 mit der Cembalistin Liselotte Selbiger (1906–2008) verheiratet.

## Schriften (Auswahl)
- Untersuchungen über die deutsche Liedweise im 15. Jahrhundert. : Delmanzo, Stolp i. Pom. Dissertation, Berlin, Univ., 1931.
- Das Schedelsche Liederbuch : ausgewaehlte Saetze. Übertragen und eingeleitet von Herbert Rosenberg. Bärenreiter, Kassel 1933.
- Musikforstaaelse. Om melodien. Jespersen og Pio, Kopenhagen 1941.
- Musikforstaaelse. Om harmonien. Jespersen og Pio, Kopenhagen 1945.
- Musikforstaaelse. Om formen. Jespersen og Pio, Kopenhagen 1946.
- Find melodien : hvordan man lytter til musik. Jespersen og Pio, Kopenhagen 1947.